# 322P/SOHO
322P/SOHO è una cometa periodica del Sistema solare appartenente alla famiglia cometaria di Giove. È la prima cometa periodica scoperta per mezzo del Solar and Heliospheric Observatory (SOHO), il telescopio solare orbitante euro-americano.
La prima scoperta della cometa risale al 4 settembre 1999 ad opera dell'australiano Terry Lovejoy, che la individuò nelle immagini raccolte dalla SOHO. In tale occasione non ne fu riconosciuta la periodicità. La cometa fu riscoperta nel 2003 al passaggio successivo dal lituano Kazimieras Černis e considerata una nuova cometa. Nel 2005 Sebastian Florian Hönig, uno studente universitario tedesco, propose che le comete P/1999 R1 e P/2003 R5 fossero in realtà lo stesso oggetto, ne calcolò l'orbita e ne previde il ritorno nel 2007. Nel 2007 tale identificazione è stata confermata dalla riscoperta effettuata dal cinese Bo Zhou. Il successivo passaggio al perielio è stato previsto per il 7 settembre 2011.
Delle oltre 2500 comete radenti (in inglese sungrazer, sfiora Sole) osservate e scoperte da SOHO, questa è stata la prima ad essere scoperta come periodica. La maggior parte delle comete sungrazer sono comete a lungo periodo, con periodi dell'ordine del migliaio di anni. Tuttavia la maggior parte di esse non passa il perielio, venendo distrutte dall'intensissima radiazione solare che ricevono durante l'avvicinamento al perielio e dalle forze mareali del Sole.
Si stima che il nucleo della cometa abbia un diametro di soli 100-200 metri. Ciò spiega perché la cometa non sia ma stata osservata dalla Terra ma solo in vicinanza del perielio quando passa a soli 7,9 milioni di km dalla superficie del Sole: un passaggio così ravvicinato, infatti, comporta un aumento enorme della luminosità, anche di 1 milione di volte. Inoltre, ripetuti passaggi del genere comportano la perdita della quasi totalità delle materie volatili, perché il nucleo raggiunge una temperatura molto elevata. La normale attività cometaria, lo sviluppo di una chioma e di una coda, sembra cessata. È stato stimato che esistano numerosi oggetti analoghi nelle vicinanze del Sole.
Il particolare valore del periodo orbitale, prossimo ai 4 anni, fa sì che la cometa ripercorra quasi esattamente la stessa traiettoria apparente ad ogni orbita successiva.
La minima distanza tra l'orbita della cometa e l'orbita della Terra (MOID - Earth Minimum Orbital Intersection Distance) è stata stimata in 0,0765787 au, poco più di 10 milioni di chilometri.